# Spinifex
Spinifex é um género de plantas com flor pertencente à família das Poaceae.
Na classificação taxonômica de Jussieu (1789), Spinifex é o nome de um gênero  botânico,  ordem  Gramineae,  classe Monocotyledones com estames hipogínicos.

## Espécies
- Spinifex hirsutus
- Spinifex littoreus
- Spinifex longifolius
- Spinifex sericeus